# Roko-Loko
Roko-Loko é um personagem brasileiro de quadrinhos criado por Marcio Baraldi.
As histórias de Roko-Loko foram publicadas de 1996 a 2014 na revista Rock Brigade, especializada em heavy metal. O personagem e sua namorada, Adrina-Lina, participam de aventuras cômicas que fazem referência ao rock, incluindo "participações" de bandas como AC/DC, Metallica e Nirvana. O mentor espirtitual de Roko-Loko é Raul Seixas.
As HQs do personagem foram compiladas em quatro livros: Roko-Loko e Adrina-Lina (Opera Graphica, 2003), Roko-Loko e Adrina-Lina Atacam Novamente (Opera Graphica, 2004), Roko-Loko e Adrina-Lina: Born to be Wild! (Opera Graphica, 2006) e Roko-Loko e Adrina-Lina: Hey Ho, Let's Go! (Rock Brigade, 2009). Os dois primeiros e o último livros ganharam o Prêmio Angelo Agostini de melhor lançamento, respectivamente em 2004, 2005 e 2010.
Em 2005, foi lançado o jogo de computador Roko-Loko no Castelo do Ratozinger, no qual o personagem-título deve explorar um castelo com vários inimigos para resgatar sua namorada e diversos roqueiros famosos das mãos de seu arqui-inimigo Cardeal Ratozinger, um religioso conservador radical que odeia sexo e rock'n'roll e que é uma paródia do Papa Bento XVI. O jogo foi desenvolvido pela SGuerra Design e lançado pela Play Systems, sendo originalmente lançado em CD-ROM e, em 2020, disponibilizado na plataforma de jogos online Steam.